# Qualia

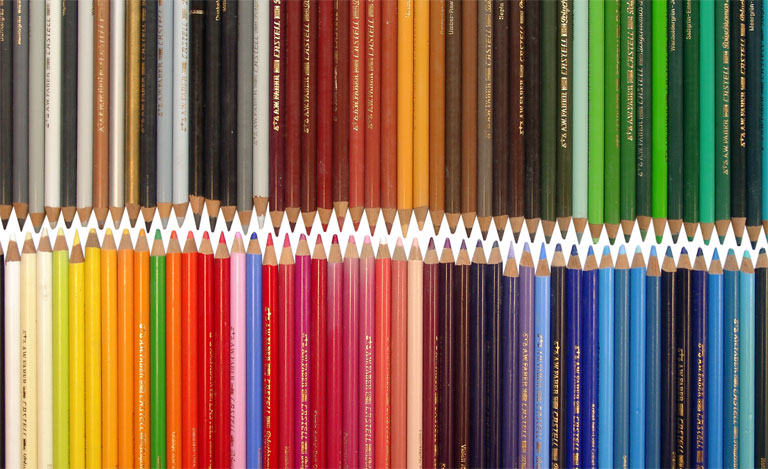
Farben sind ein klassisches Problem der Qualiadebatte: Wie kommt es, dass bei der Verarbeitung von bestimmten Lichtwellen Farberlebnisse entstehen?

Unter Qualia (Singular: das Quale, von lateinisch qualis ‚wie beschaffen‘) oder phänomenalem Bewusstsein versteht man den subjektiven Erlebnisgehalt mentaler Prozesse im Zusammenhang mit den auslösenden physiologischen Reizen. Demnach die höchstpersönliche „Qualität“ eines Sinneseindruckes (Wie etwas wahrgenommen wird) im Unterschied zum Perzept, der das sinnliche Empfinden einschließlich der damit verbundenen Emotionen und Bewertungen ausklammert (Was wahrgenommen wird und beschrieben werden kann). Qualia sind die individuellen Empfindungen, die nur dem wahrnehmenden Subjekt zugänglich sind und die man nicht hinreichend in Worte fassen kann.
Das Verständnis der Qualia ist eines der zentralen Probleme der Philosophie des Geistes. Dort wird von manchen angenommen, dass ihre Existenz nicht mit den Mitteln der Neuro- und Kognitionswissenschaften erklärbar ist.
Im Jahr 1866 führte der Amerikaner Charles S. Peirce den Begriff der Qualia systematisch in die Philosophie ein, auch wenn der Begriff z. B. schon rund dreißig Jahre früher bei Heinrich Moritz Chalybäus unter Bezugnahme auf die Philosophie Johann Friedrich Herbarts Erwähnung fand.
Doch erst 1929 bestimmte C. I. Lewis in dem Buch Mind and the World Order die Qualia im Sinne der aktuellen Philosophie des Geistes als „erkennbare Charaktere des Gegebenen, die wiedererkannt werden können, und deshalb eine Art Universalien sind“. Ein in der Literatur häufig anzutreffendes Synonym für den Begriff der Qualia ist der englische Ausdruck raw feels.

## Begriffsbestimmung
Unter „Qualia“ wird der subjektive Erlebnisgehalt mentaler Zustände verstanden. Doch gerade ein solches subjektives Element scheint sich jeder intersubjektiven Begriffsbestimmung zu widersetzen. Der Philosoph Thomas Nagel hat zur Bestimmung der Qualia die Redeweise geprägt, dass es sich „auf eine bestimmte Weise anfühlt“, in einem mentalen Zustand zu sein (what is it like). Wenn eine Person etwa friert, so hat dies in der Regel verschiedene Konsequenzen. In der Person laufen etwa verschiedene neuronale Prozesse ab und die Person wird ein bestimmtes Verhalten zeigen. Doch das ist nicht alles: „Es fühlt sich für die Person auch auf eine bestimmte Weise an“, zu frieren. Allerdings kann Nagels Bestimmungsversuch nicht als allgemeine Definition gelten. Eine Bestimmung von Qualia durch die Phrase „sich auf bestimmte Weise anfühlen“ setzt voraus, dass diese Phrase schon verstanden ist. Wem jedoch die Rede von subjektiven Erlebnisgehalten nicht einleuchtet, der wird die Phrase auch nicht verstehen. Ned Block hat das Problem der Begriffsbestimmung daher wie folgt kommentiert:

„Sie fragen: Was ist das, was Philosophen ‚qualitative Zustände‘ genannt haben? Und ich antworte, nur halb im Scherz: Wie Louis Armstrong schon sagte, als man ihn fragte, was Jazz sei: Wenn du erst fragen musst, wirst du es nie verstehen.“

Die Probleme, die bei der Bestimmung von Qualia auftreten, haben einige Philosophen wie Daniel Dennett, Patricia und Paul Churchland dazu veranlasst, Qualia als gänzlich unbrauchbare Begriffe abzulehnen und stattdessen einen Qualiaeliminativismus zu vertreten. Ansgar Beckermann kommentiert hingegen:

„Und wenn jemand sagt, er wisse trotzdem nicht, worin der qualitative Charakter etwa eines Geschmacksurteils bestehe, können wir diesem Unverständnis so begegnen: Wir geben ihm einen Schluck Wein zu trinken, lassen ihn danach ein Pfefferminzbonbon lutschen und geben ihm dann noch einen Schluck desselben Weins mit der Bemerkung: Das, was sich jetzt geändert hat, das ist der qualitative Charakter deines Geschmacksurteils.“

## Das Rätsel der Qualia

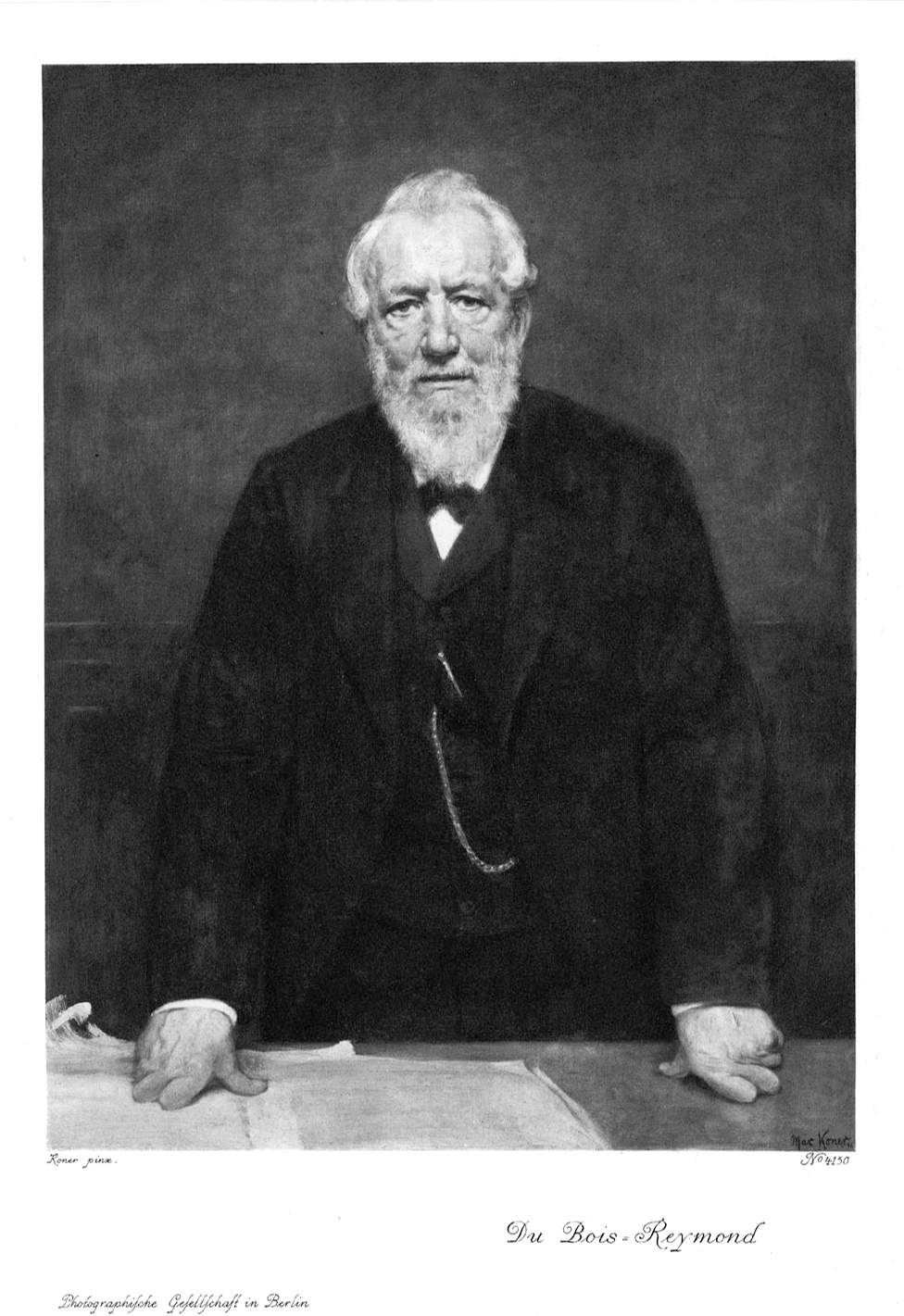
Emil Du Bois-Reymond formulierte das Qualiaproblem der Sache nach schon im 19. Jahrhundert

Auch wenn die explizite Diskussion der Qualia erst im 20. Jahrhundert aufkam, ist das Problem der Sache nach schon weit länger bekannt: Schon bei René Descartes, John Locke und David Hume lassen sich ähnliche, wenn auch nicht weiter ausgeführte Gedankengänge dieser Art finden. Hume beispielsweise behauptete in seinem Treatise on Human Nature (1739):

“We cannot form to ourselves a just idea of the taste of a pineapple, without having actually tasted it.”

„Wir können uns keinen Begriff vom Geschmack einer Ananas bilden, ohne diese tatsächlich gekostet zu haben.“

Auch Gottfried Wilhelm Leibniz formulierte das Qualiaproblem in einem eindringlichen Gedankenexperiment. Leibniz lässt uns durch ein gigantisches Modell des Gehirns laufen. Ein solches Modell wird darüber informieren, wie im Gehirn Reize auf eine sehr komplexe Art und Weise verarbeitet werden und schließlich mittels Erregungsweiterleitung in verschiedenen Körperteilen zu einer Reaktion führen (vgl. Reiz-Reaktions-Modell). Aber, so Leibniz, nirgendwo werden wir in diesem Modell das Bewusstsein entdecken. Eine neurowissenschaftliche Beschreibung werde uns also über das Bewusstsein vollkommen im Dunkeln lassen. In Leibniz’ Gedankenexperiment kann man leicht das Qualiaproblem entdecken. Denn zu dem, was man in dem Gehirnmodell nicht entdecken kann, gehören ganz offensichtlich auch die Qualia. Das Modell mag uns etwa darüber aufklären, wie eine Lichtwelle auf die Netzhaut trifft, dadurch Signale ins Gehirn geleitet und dort schließlich verarbeitet werden. Es wird uns nach Leibniz’ Ansicht jedoch nicht darüber aufklären, warum die Person eine Rotwahrnehmung hat. Leibniz hat das Leib-Seele-Problem, das sich mit dem Begriff der Qualia näher beschreiben lässt, seinerseits mit dem Begriff der petites perceptions zu erfassen versucht.
Eine weitere frühe Formulierung des Qualiaproblems geht auf den Physiologen Emil du Bois-Reymond und seine Ignorabimusrede zurück. In seinem 1872 auf der Naturforscherversammlung in Leipzig gehaltenen Vortrag Über die Grenzen des Naturerkennens erklärt du Bois-Reymond die Frage nach dem Bewusstsein zu einem Welträtsel:

„Welche denkbare Verbindung besteht zwischen bestimmten Bewegungen bestimmter Atome in meinem Gehirn einerseits, andererseits den für mich ursprünglichen, nicht weiter definierbaren, nicht wegzuleugnenden Tatsachen ‚Ich fühle Schmerz, fühle Lust; ich schmecke Süßes, rieche Rosenduft, höre Orgelton, sehe Roth …‘“

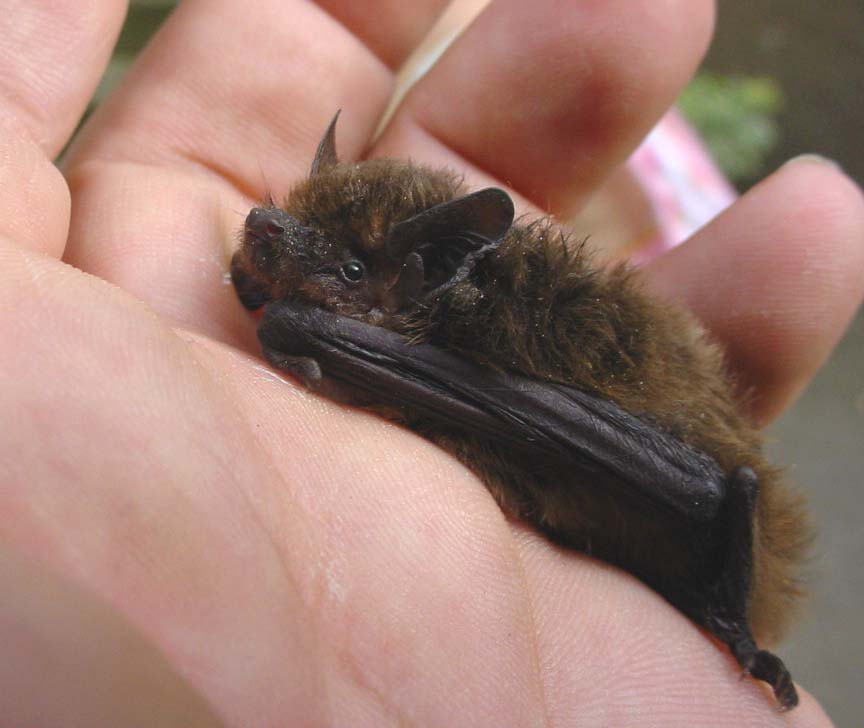
Wie ist es, eine Fledermaus zu sein? Mit dieser Frage läutete Thomas Nagel die gegenwärtige Qualiadebatte ein.

Die gegenwärtige Debatte um Qualia fußt vor allem auf dem Aufsatz What is it like to be a bat? („Wie fühlt es sich an, eine Fledermaus zu sein?“) des Philosophen Thomas Nagel im Oktober 1974. Nagels Aufsatz fiel in eine Zeit, in der die Philosophie des Geistes durch die Entwicklungen der Neuro- und Kognitionswissenschaften überwiegend reduktionistisch geprägt war. Er argumentiert nun, dass die Naturwissenschaften das Phänomen des Erlebens gar nicht erklären könnten. Schließlich seien die Wissenschaften in ihrer Methode auf eine Außenperspektive festgelegt, in der sich die Innenperspektive des Erlebens gar nicht fassen lasse. Nagel versucht seine Position mit einem berühmt gewordenen Beispiel zu illustrieren. Er fordert dazu auf, sich eine Fledermaus vorzustellen. Nun können wir, so argumentiert Nagel, bei so fremden Lebewesen zwar viele neurowissenschaftliche und ethologische Experimente durchführen und dabei auch einiges über die kognitiven Fähigkeiten einer Fledermaus herausfinden. Wie es sich jedoch für die Fledermaus anfühlt, etwa ein Objekt mittels Echoortung zu lokalisieren, bleibe uns verschlossen. Nagel schließt aus diesem Beispiel, dass die subjektive Perspektive der Qualia nicht durch die objektive Perspektive der Naturwissenschaften zu erschließen sei.

## Qualia-Argumente
Zusätzlich zu dem allgemein formulierten Qualiaproblem wurden immer wieder Argumente zur Stützung des Qualia-Konzeptes formuliert. Einige haben das Ziel, das Problem genauer zu bestimmen. Andere wollen aus ihm Konsequenzen ziehen, etwa eine Kritik des Materialismus.

### Das Mary-Gedankenexperiment
Das berühmteste gegen den Materialismus gerichtete qualiabasierte Argument kommt von dem australischen Philosophen Frank Cameron Jackson. In seinem Aufsatz What Mary didn’t know („Was Mary nicht wusste“) formuliert Jackson das Gedankenexperiment der Superwissenschaftlerin Mary. Mary ist eine auf Farbensehen spezialisierte Physiologin, die seit ihrer Geburt in einem schwarz-weißen Labor gefangen ist und noch nie Farben gesehen hat. Sie kennt alle physischen Fakten über das Sehen von Farben, weiß jedoch nicht, wie Farben aussehen. Jacksons Argument gegen den Materialismus ist nun recht kurz: Mary kennt alle physischen Fakten über das Sehen von Farben – sie kennt dennoch nicht alle Fakten über das Sehen von Farben. Er schließt daraus, dass es nicht-physische Fakten gebe und der Materialismus falsch sei.
Gegen dieses Argument sind verschiedene materialistische Erwiderungen vorgebracht worden. David Lewis argumentiert, dass Mary keine neuen Fakten kennenlernt, wenn sie erstmals Farben sieht. Vielmehr würde sie allein eine neue Fähigkeit erwerben – die Fähigkeit, Farben visuell zu unterscheiden. Michael Tye argumentiert ebenfalls, dass Mary vor ihrer Befreiung alle Fakten über das Sehen von Farben kennen würde. Mary würde lediglich einen schon bekannten Fakt auf eine neue Weise kennenlernen. Daniel Dennett erklärt schließlich sogar, dass es für Mary gar nichts Neues gäbe, wenn sie Farben zum ersten Mal visuell wahrnimmt. Ein so umfassendes physiologisches Wissen über das Sehen von Farben – sie weiß alles – würde sie mit allen Informationen ausstatten.

### Vertauschte Qualia
Mentale Zustände lassen sich nicht mit den gleichen Methoden untersuchen wie physische. So ist etwa der Analogieschluss nicht zulässig, da sich das innere Empfinden bei der Reaktion auf einen bestimmten Reiz – auch wenn sie zum gleichen Verhalten führt – nur unzureichend (etwa durch Befragung) vergleichbar ist. Beim Gedankenexperiment der „vertauschten Qualia“ wird deutlich, dass es im Grunde unmöglich ist, eine bestimmte subjektive Sinnesempfindung zu verallgemeinern: Es ist demnach nicht auszuschließen, dass unterschiedliche Menschen dieselbe Farbe unterschiedlich erleben. Dies wäre wissenschaftlich nicht erfassbar, da sie das gleiche Wort dafür benutzen, sodass eine Befragung den Unterschied nicht aufdecken könnte.

### Fehlende und invertierte Qualia

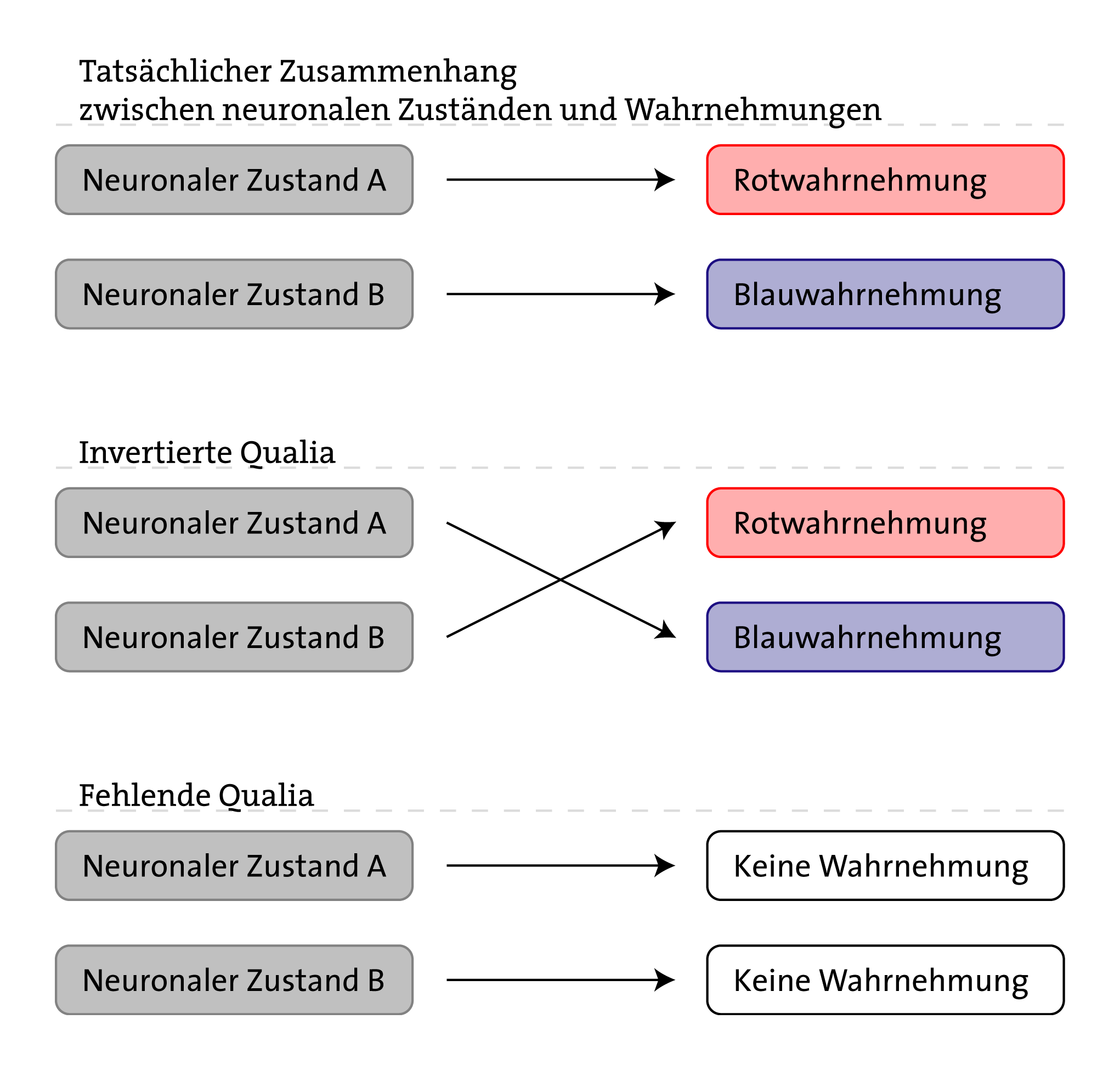
Fehlende und invertierte Qualia

Auch mit den Gedankenexperimenten der fehlenden und invertierten Qualia ist der Anspruch verbunden, die Rätselhaftigkeit der Qualia nachzuweisen. Diese Gedankenexperimente fußen auf der Tatsache, dass der Übergang von neuronalen Zuständen zu Erlebniszuständen keineswegs offensichtlich ist. Ein Beispiel (siehe Grafik): Ein neuronaler Zustand A geht mit einer Rotwahrnehmung, ein Zustand B mit einer Blauwahrnehmung einher. Nun sagt das Gedankenexperiment der invertierten Qualia, dass es auch vorstellbar sei, dass dies genau umgekehrt ablaufe: Derselbe neuronale Zustand A könne auch mit einer Blauwahrnehmung, derselbe neuronale Zustand B mit einer Rotwahrnehmung einhergehen.
Das Gedankenexperiment der fehlenden Qualia behauptet darüber hinaus, dass es sogar vorstellbar sei, dass einem neuronalen Zustand gar keine Qualia gegenüberstehen. Die Idee der fehlenden Qualia läuft daher auf die Hypothese der „philosophischen Zombies“ hinaus: Es sei vorstellbar, dass Wesen die gleichen neuronalen Zustände wie andere Menschen haben und sich daher auch im Verhalten nicht von diesen unterscheiden. Dennoch hätten sie in Bezug auf den betrachteten neuronalen Zustand kein Erleben, den neuronalen Zuständen korrelierten also keine Qualia.
Hinsichtlich der Motive für diese Gedankenexperimente muss man zwischen zwei verschiedenen Lesarten – einer erkenntnistheoretischen und einer metaphysischen – unterscheiden. Philosophen, welche die erkenntnistheoretische Lesart bevorzugen, wollen mit den Gedankenexperimenten zeigen, dass sich Qualia noch nicht auf neuronale Zustände reduzieren lassen. Sie argumentieren, dass die Vorstellbarkeit des Auseinandertretens von neuronalem Zustand und Qualia zeige, dass wir die Verbindung zwischen beiden nicht verstanden haben. Hier wird oft das Wasserbeispiel bemüht: Wenn Wasser erfolgreich auf H2O reduziert worden ist, sei es nicht mehr vorstellbar, dass H2O vorliege, ohne dass zugleich Wasser vorliege. Dies sei einfach deshalb nicht vorstellbar, weil das Vorliegen von Wasser unter den Gegebenheiten der Chemie und der Physik aus dem Vorliegen von H2O ableitbar ist. Nur deshalb könne man sagen, dass Wasser auf H2O reduziert worden sei. Ein Äquivalent der chemisch-physikalischen Theorie, die dieser erfolgreichen Reduktion zugrunde liegt, fehlt jedoch im Bereich der neuronalen und mentalen Phänomene.
Die metaphysische Lesart der Konzepte der invertierten und fehlenden Qualia haben hingegen noch weiterreichende Folgen. Vertreter dieser Argumentationsrichtung wollen mit den Gedankenexperimenten beweisen, dass Qualia nicht mit Eigenschaften von neuronalen Zuständen identisch sind. Sie haben damit letztlich eine Widerlegung des Materialismus im Sinn. Sie argumentieren wie folgt: Wenn X und Y identisch sind, dann ist es nicht möglich, dass X vorliegt, ohne dass zugleich Y vorliegt. Dies könne man sich an einem Beispiel leicht verdeutlichen: Wenn Augustus mit Octavian identisch ist, dann ist es nicht möglich, dass Augustus ohne Octavian auftritt, sie sind schließlich eine Person. Nun argumentieren die Vertreter der metaphysischen Lesart weiter, dass die Gedankenexperimente aber gezeigt hätten, dass es möglich sei, dass neuronale Zustände ohne Qualia auftreten. Also könnten Qualia nicht mit Eigenschaften von neuronalen Zuständen identisch sein. Eine solche Argumentation muss sich natürlich den Einwand gefallen lassen, dass die Gedankenexperimente gar nicht zeigen, dass es möglich sei, dass neuronale Zustände ohne Qualia auftreten. Sie zeigen nur, dass dies vorstellbar ist. Vertreter der metaphysischen Lesart erwidern darauf, dass a priori Vorstellbarkeit immer auch prinzipielle Möglichkeit impliziere. Einflussreiche Argumente, die dies zeigen sollen, hat Saul Kripke formuliert. Eine neuere Ausarbeitung bieten Frank Cameron Jackson und David Chalmers. Von grundlegender Bedeutung ist hierbei die sog. Zweidimensionale Semantik.
- Alex Byrne: Inverted Qualia. In: Edward N. Zalta (Hrsg.): Stanford Encyclopedia of Philosophy.

## Erklärungsmodelle

### Repräsentationalistische Strategien
Repräsentationalistische Strategien erfreuen sich unter materialistischen Philosophen großer Beliebtheit, Varianten werden etwa von Thomas Metzinger, Fred Dretske und Michael Tye vertreten. Ein Ziel solcher Positionen ist es, Qualia auf repräsentationale Zustände zurückzuführen. Wenn man sich etwa mit einer Nadel in den Finger sticht, wird der Stich durch neuronale Zustände repräsentiert. Das Erleben soll nun nichts anderes als der Modus dieser Repräsentation sein. Nun wird oft eingewandt, dass es aber nicht plausibel sei, dass Repräsentationen schon eine hinreichende Bedingung für Erleben sind. Zum einen haben simple Systeme, wie etwa ein Thermostat, auch repräsentationale Zustände, zum anderen scheint es auch beim Menschen unbewusste Repräsentationen zu geben. Ein Beispiel aus der Neuropsychologie sind etwa die Fälle von Rindenblindheit (blindsight), in denen Menschen Wahrnehmungen haben, die sie jedoch nicht kognitiv oder qualitativ registrieren. Manche Philosophen, wie David Rosenthal, vertreten daher etwa einen Metarepräsentationalismus. Nach ihm werden qualitative Zustände durch Repräsentationen von Repräsentationen realisiert.
Nun sind aber alle repräsentationalistischen Strategien mit dem Einwand konfrontiert, dass auch sie das Qualiaproblem nicht lösen können. Denn man kann auch bei repräsentationalen Zuständen fragen, warum sie denn von Erleben begleitet sein sollen. Wären nicht auch alle Repräsentationen ohne Qualia denkbar?
Einige materialistische Philosophen reagieren auf dieses Problem, indem sie behaupten, dass sie gar nicht erklären müssten, wie materielle – etwa repräsentationale – Zustände zu Erleben führen. So hat etwa David Papineau argumentiert, dass man die Identität von einem Erlebniszustand mit einem materiellen Zustand einfach akzeptieren müsse, ohne eine Erklärung für diese Identität verlangen zu können. Die Frage „Warum sind X und Y miteinander identisch?“ sei einfach eine schlechte Frage und daher erweise sich das Rätsel der Qualia als ein Scheinproblem. Vertreter der These, dass Qualia rätselhaft seien, erwidern auf diesen Einwand, dass sie gar nicht die genannte Frage stellen würden. Sie erklären, dass sie vielmehr wissen wollten, wie es überhaupt möglich sei, dass das subjektive Erleben mit einem materiellen Prozess identisch sei, und sie behaupten, dass diese Frage nicht geklärt sei, solange keine Reduktion der Qualia gelungen sei.
Während Papineau auch die zweite Frage für unberechtigt hält, erkennen andere materialistische Philosophen hier die Existenz eines Rätsels an. Wieder andere wenden sich der Position des Qualiaeliminativismus zu oder verlassen den Rahmen materialistischer Theorien.

### Qualiaeliminativismus
Einen besonders radikalen Vorschlag zur Lösung des Qualiaproblems macht der US-amerikanische Philosoph Daniel Dennett: Er behauptet, dass es Qualia in Wirklichkeit gar nicht gebe. Eine solche Position erscheint manchen anderen Philosophen als vollkommen unplausibel, wenn nicht gar unverständlich. „Natürlich haben wir subjektive Erlebnisse“, erklären sie, „nichts könnte sicherer sein als dies.“ Dennett hingegen behauptet, dass solche Äußerungen nur der Ausdruck veralteter metaphysischer Intuitionen seien, die sich noch aus der Metaphysik in der Tradition von René Descartes speisen. In Wirklichkeit sei „Qualia“ ein vollkommen widersprüchlicher Begriff, der im Zuge des wissenschaftlichen Fortschrittes abgeschafft werden könne, ähnlich den Begriffen „Hexe“ oder „Phlogiston“. Dennett macht sich nun daran, die verschiedenen Vorstellungen, die man von Qualia hat (unaussprechlich, privat, intrinsisch) anzugreifen, und meint, dass diese Eigenschaften den Qualia keineswegs zugesprochen werden können. Es bleibe laut Dennett eine leere Begriffshülse übrig, die verlustlos abgeschafft werden könne. Auch wenn viele Philosophen Dennetts Argumentation ablehnen, hat sie doch eine weite Debatte ausgelöst. Dennetts Position wird etwa von Patricia Churchland und Paul Churchland sowie weiteren eliminativen Materialisten unterstützt.

### Nichtreduktionistische Strategien
Da reduktionistische und eliminative Strategien, für manche, vor enormen Problemen stehen, werden Positionen attraktiv, die erklären, dass es gar nicht notwendig sei, solche Versuche zu unternehmen. Die klassische nichtreduktionistische und nichteliminative Position ist der Dualismus. Wenn Qualia gar keine materiellen Entitäten sind, braucht man sie weder auf neuronale Zustände zu reduzieren noch sich Sorgen zu machen, wenn solche Reduktionsversuche scheitern. Gegen einen dualistischen Lösungsansatz wird jedoch traditionell eingewandt, dass er nicht mehr die Interaktion von Qualia mit der materiellen Welt verständlich machen könne. Schließlich habe jedes physische Ereignis auch eine hinreichende physische Ursache. Es bliebe also gar kein Platz für immaterielle Ursachen. Es scheine nämlich sehr unplausibel zu sein, zu behaupten, dass etwa eine Schmerzempfindung keine Ursache für ein physisches Ereignis – nämlich das Verhalten der Person – sein könne. Eine besonders prägnante Formulierung dieser Schwierigkeiten bietet das sogenannte Bieri-Trilemma.
Eine andere nichtreduktionistische und nichteliminative Position ist der Begriffspluralismus, wie er etwa von Nelson Goodman formuliert worden ist. Er behauptet, dass es verschiedene Beschreibungsweisen gebe, die gleichberechtigt nebeneinander stünden und dennoch nicht aufeinander zurückführbar seien. So seien der Schmerz beim Berühren einer heißen Herdplatte und die neuronalen Aktivitäten im Gehirn des Betreffenden logisch äquivalent, quasi als unterschiedliche Seiten derselben Münze.
Angelehnt an den Panpsychismus besteht ein Ansatz, wonach jedem Zustand eines beliebigen (nicht notwendigerweise biologischen) physischen Systems ein Quale oder ein Satz von Qualia entspreche. Dabei müsse nicht notwendigerweise ein Dualismus im Sinne von „Beseeltheit“ der Dinge (wie im klassischen Panpsychismus) angenommen werden. Dieser Ansatz habe den Vorteil, dass er keine qualitativen „Sprünge“ beim Übergang von unbelebter zu belebter Materie annehme. Das komplexe menschliche Bewusstsein setze sich vielmehr aus „Elementarqualia“ zusammen und lasse sich somit auf Elementarprozesse reduzieren, analog der Reduktion der physischen Erscheinung des Menschen als Vielteilchensystem auf elementare physikalische Prozesse. In diese Richtung argumentiert etwa David Chalmers. Aus wissenschaftlicher Sicht ist diese Argumentation jedoch unbefriedigend, da kein Experiment bekannt ist, mit dem die Existenz dieser Elementarqualia nachzuweisen oder zu widerlegen wäre.

## Lässt sich das Problem der Qualia lösen?
Seitens der Vertreter des Qualia-Konzeptes wurden immer wieder Stimmen laut, die das angenommene „Rätsel“ der Qualia für nicht lösbar halten. Eine solche Position wird vor allem von Philosophen vertreten, die zwar am Materialismus festhalten wollen, aber reduktionistische und eliminative Strategien für unplausibel halten. Thomas Nagel zieht etwa die Möglichkeit in Betracht, dass die heutige Wissenschaft einfach noch nicht weit genug sei, um das Qualiaproblem zu lösen. Vielmehr bedürfe es einer neuen wissenschaftlichen Revolution, bevor eine Antwort auf dieses Rätsel gefunden werden könne. Als Analogie biete sich die Weltsicht vor und nach der kopernikanischen Wende an. Manche astronomischen Phänomene seien im Rahmen des geozentrischen Weltbildes einfach nicht zu erklären gewesen, es habe erst eines grundlegenden Wandels in den wissenschaftlichen Theorien bedurft. Analog sei eine Lösung des Qualiaproblems vielleicht erst durch neue Erkenntnisse oder Modelle der Neuro- und Kognitionswissenschaften möglich.
Der britische Philosoph Colin McGinn geht noch einen Schritt weiter. Er behauptet, dass das Qualiaproblem für die Menschheit grundsätzlich nicht lösbar sei. Menschen hätten im Laufe der Evolution einen kognitiven Apparat entwickelt, der keineswegs dazu geeignet sei, alle Probleme zu lösen. Vielmehr sei es plausibel, dass auch der menschlichen Kognition grundsätzliche Schranken gesetzt seien und dass wir bei den Qualia eine dieser Schranken erreicht hätten. Diese Anschauung wurde wiederum von anderen Philosophen heftig kritisiert, wie etwa Owen Flanagan, die McGinn als „New Mysterian (Neuen Mystiker)“ bezeichneten.

## Weiterführende Themen
- Für den weiteren Kontext der Debatten um Qualia siehe Philosophie des Geistes, Bewusstsein und Mentale Verursachung.
- Für den wissenschaftstheoretischen Hintergrund von den Debatten um Erklärbarkeit von Qualia siehe Reduktionismus.
- Für die ontologischen Konsequenzen aus der Qualiadebatte siehe Dualismus und Physikalismus.

## Trivialliteratur
- Normen Behr: Qualia. Amazon Createspace / Kindle Direct Publishing, ISBN 978-1-5347-5321-1: Roman über die Auswirkungen maschinell ausgelöster Qualia-Erfahrungen.